# Enterokrwotoczny szczep pałeczki okrężnicy
Enterokrwotoczny szczep pałeczki okrężnicy, EHEC (od ang. enterohemorrhagic Escherichia coli) – szczep pałeczki okrężnicy (Escherichia coli) wytwarzający werotoksynę.

## Escherichia coliO157:H7
Escherichia coli O157:H7 jest najczęstszym w Stanach Zjednoczonych i Kanadzie serotypem EHEC. Wywołuje choroby układu pokarmowego i moczowego. Powoduje ona biegunkę, powikłania schorzeń nadnercza oraz groźny zespół hemolityczno-mocznicowy. Główną przyczyną infekcji bakterią jest spożycie wołowiny niepoddanej obróbce termicznej. Śmiertelność zakażeń tym serotypem wśród dzieci wynosi 5%.